# Conseil de finances
Ne pas confondre avec Haut Conseil des finances publiques.

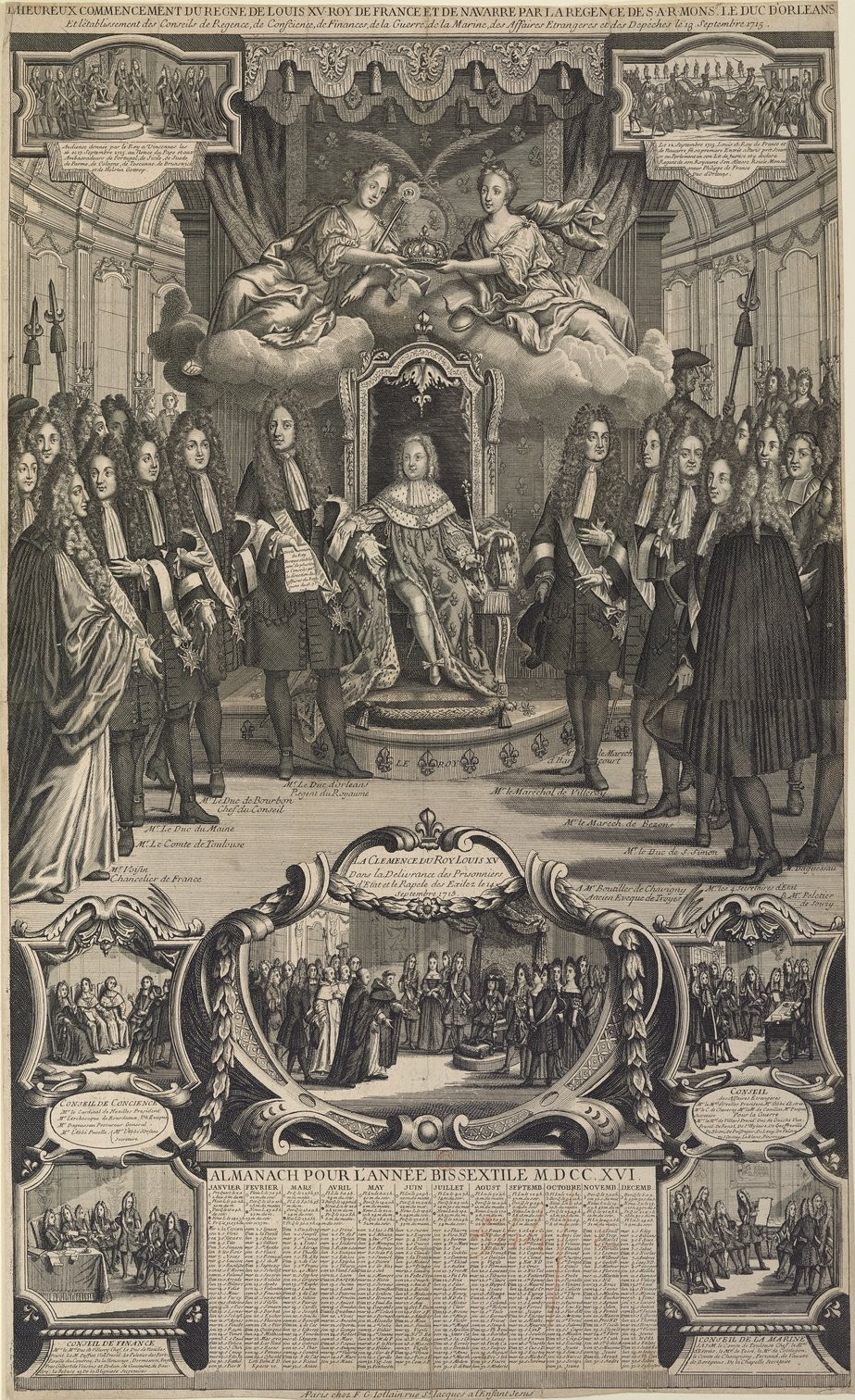
L'heureux commencement du règne de Louis XV, Roy de France et de Navarre par la régence de S. A. R. Monseigneur le duc d'Orléans et l'établissement des Conseils

Le Conseil de finances est l'un des conseils particuliers de la polysynodie, système de gouvernement instauré par le Régent Philippe d'Orléans au début de la Régence, de 1715 à 1718. La polysynodie lui permet d'associer la haute noblesse aux décisions politiques, en la faisant participer à sept conseils qui assistent le Conseil de Régence. Ces nouveaux Conseils ne sont pas des conseils de gouvernement ou d'administration, mais bien des ministères collégiaux. 
Comme les autres conseils de la polysynodie, le Conseil de finances est créé par le Régent par la déclaration du 15 septembre 1715. Le Conseil de finances remplace les institutions financières précédentes.
Son chef est en théorie le maréchal de Villeroy, mais il est présidé en pratique le duc de Noailles. Il compte à l'origine douze membres, trois de la noblesse d'épée et neuf de la noblesse de robe, choisis pour tenir compte d'équilibres politiques et des compétences. Son président, le duc de Noailles, est actif et compétent. Il s'appuie notamment sur Rouillé du Coudray, ancien directeur des finances. Le Conseil de finances siège au Louvre, traite des affaires variées, principalement des questions fiscales et des expédients financiers, mais aussi des projets de réforme. Il devient une coquille vide en 1718 avant d'être supprimé en 1720, quand le contrôle général des finances est rétabli au bénéfice de John Law.  

## La composition du Conseil de finances

### Membres

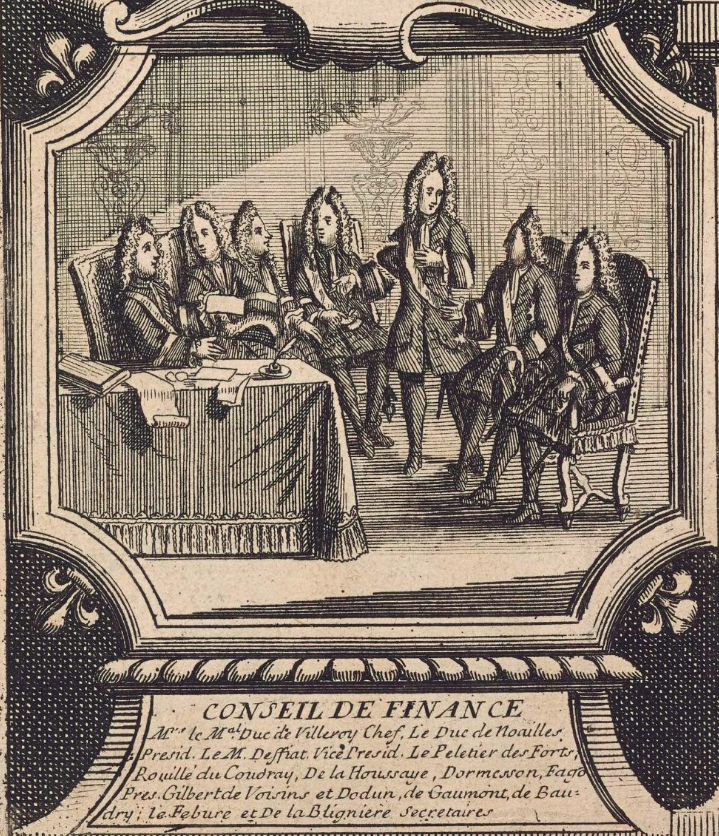
L'heureux commencement du règne de Louis XV, Roy de France et de Navarre par la régence de S. A. R. Monseigneur le duc d'Orléans et l'établissement des conseils (détail).

#### Entrés en septembre 1715
- François de Neufville (1644-1730), duc de Villeroy, maréchal de France, chef du Conseil de finances.
- Adrien Maurice (1678-1766), duc de Noailles, président du Conseil de finances jusqu'en janvier 1718.
- Antoine II Coëffier de Ruzé d'Effiat (1639-1719), marquis d'Effiat, remplacé par le duc de La Force.
- Hilaire I Rouillé du Coudray (1652-1729), conseiller d'État, procureur général de la Chambre des comptes.
- Michel Robert Le Peletier des Forts (1675-1740), conseiller d'État semestre, intendant des finances.
- Félix Le Peletier de La Houssaye (1663-1723), conseiller d'État, intendant d'Alsace.
- Louis Fagon (1680-1744), intendant des finances.
- Henri François de Paule Lefèvre d'Ormesson (1681-1756), maître des requêtes.
- Jean-Baptiste de Gaumont (1663-1750), maître des requêtes.
- Pierre Gilbert de Voisins (1684-1769), maître des requêtes.
- Gabriel Taschereau de Baudry (1673-1755), maître des requêtes.
- Charles Gaspard Dodun (1679-1736), président  à la quatrième chambre des enquêtes du Parlement de Paris[1].

#### Entré en octobre 1716
- Henri Jacques Nompar de Caumont (1675-1726) duc de la Force, président du Conseil de finances à partir de janvier 1718[1].

#### Entré en juillet 1717
- Michel Ier Bouvard de Fourqueux (1686-1754), procureur général de la Chambre des comptes[1].

#### Entré en janvier 1718
- Marc René Le Voyer d'Argenson (1652-1751), lieutenant de police de Paris[1].

### La recherche d'un équilibre politique
La liste des membres du Conseil de finances est presque définitivement fixée dès le 19 septembre 1715. Le Régent nomme aux différents conseils, mais doit tenir compte d'impératifs politiques, dans un contexte où son pouvoir est, par nature, peu assuré. Il s'agit de rallier à son gouvernement les différentes composantes de la Cour.
Ainsi, le Régent ne peut écarter le maréchal de Villeroy, que sa position à la Cour rend indispensable. Représentant de la « vieille cour », Villeroy est, par le testament de Louis XIV, le gouverneur de l'enfant Louis XV et il est le seul à entrer dans trois conseils : il est membre de celui de Régence, chef de celui de finances et président de celui de commerce. Dans le cas de Le Peletier des Forts, sa présence au Conseil de finances peut être interprétée comme une volonté de ménager la puissante famille ministérielle des Le Peletier, alors que le Régent a retiré au père de Le Peletier des Forts, Le Peletier de Souzy, sa charge de directeur des fortifications au profit de Claude Bidal d'Asfeld. 
Le Régent cherche à remercier des amis politiques, comme les membres du clan des Noailles, qui s'étaient récemment ralliés à lui. Ainsi, la présidence revient à Adrien Maurice de Noailles, qui est à ce titre chargé de la lourde tâche de redresser les finances du royaume. Henri d'Ormesson est aussi un fidèle des Noailles. De même, le Régent promeut des parlementaires dont il s'est assuré le soutien pour asseoir son pouvoir, comme Charles Gaspard Dodun. Les autres membres de la noblesse de robe qui entrent au Conseil de finances peuvent également être considérés comme des alliés du Régent.  Enfin, il récompense des fidèles, comme le marquis d'Effiat.
Saint-Simon refuse la présidence de ce Conseil, expliquant qu'il n'est pas assez qualifié et proposant le duc de Noailles, mais prend place au Conseil de Régence. En fait, on peut penser qu'il ne s'agit que d'un refus poli, espérant être sollicité à nouveau. Comme cela ne se produit pas, il en veut ensuite au duc de Noailles.
Le Régent hésite parfois. Félix Le Peletier de la Houssaye n'est pas nommé dès le 19 septembre au Conseil de finances, mais quelques jours plus tard. Quant à Marc René d'Argenson, pressenti pour le Conseil de Finances, il doit finalement se contenter du Conseil de commerce. 
La participation à la polysynodie est l'occasion de poursuivre une ascension déjà entamée pour la famille Le Peletier comme pour la famille d'Ormesson. 

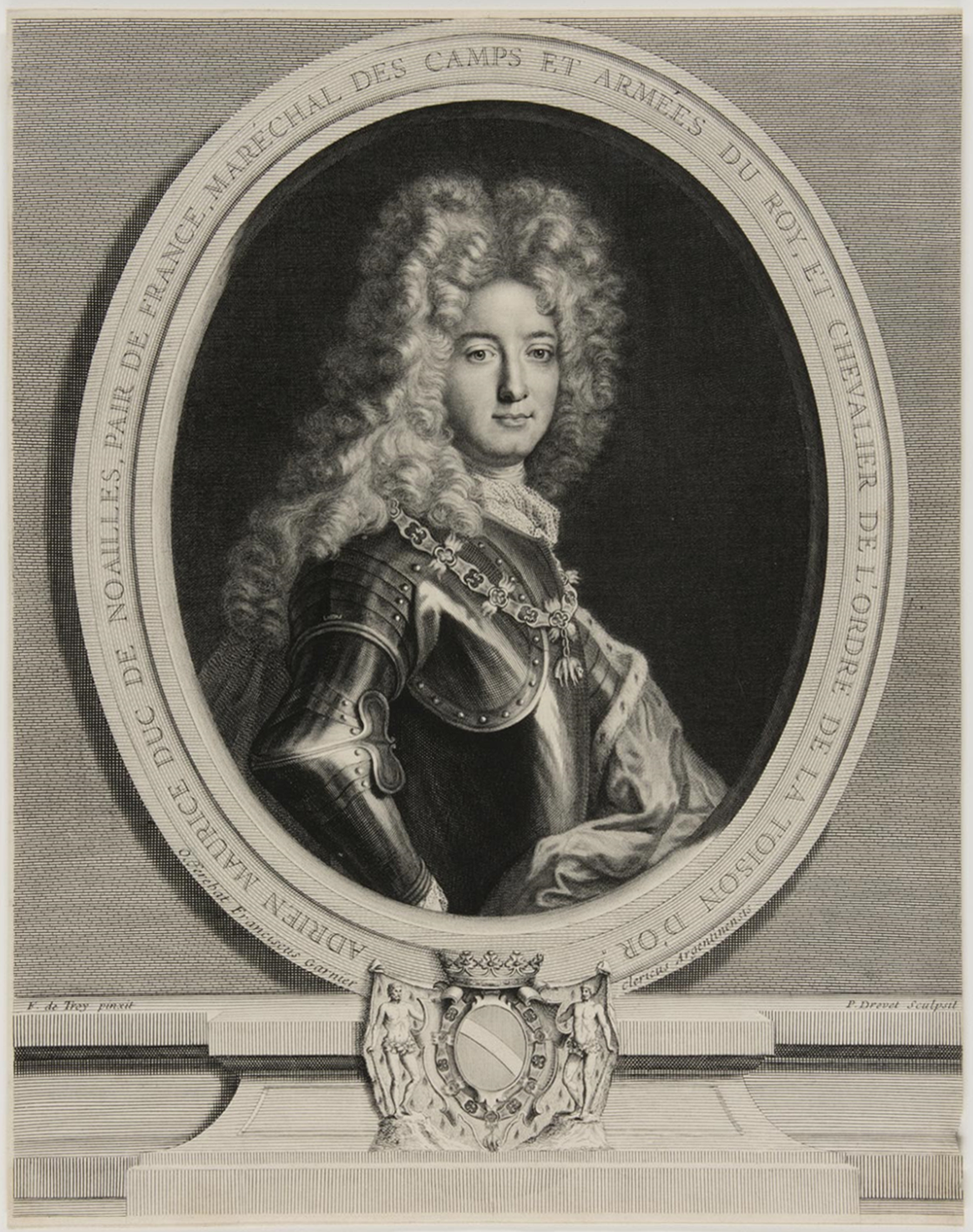
Portrait d'Adrien Maurice, Duc de Noailles (1678-1766)

### Réunir des spécialistes
Comme les autres conseils, la composition du Conseil de finances montre clairement le primat des compétences. A part le duc de Noailles, sans doute le noble d'épée qui maîtrise le mieux les finances et les deux autres nobles d'épée, Villeroy et Effiat, qui ont surtout une place honorifique, le Conseil de finances est peuplé de nobles de robe spécialistes dans ces matières. Rouillé du Coudray a précédemment été directeur des finances. Louis Fagon, fils du médecin de Louis XIV Guy Crescent Fagon, est intendant des finances. Michel Le Peletier des Forts, neveu de l'ancien contrôleur général des finances Claude Le Peletier, est intendant des finances, tandis que Félix Le Peletier de La Houssaye est intendant d'Alsace.  
Le Conseil comprend aussi quatre maîtres des requêtes, spécialistes des questions contentieuses : Henri François de Paule Lefèvre d'Ormesson, Jean-Baptiste de Gaumont, Pierre Gilbert de Voisins et Gabriel Taschereau de Baudry. Logiquement, le Conseil de finances est un des conseils de la polysynodie où la proportion de nobles de robe est la plus forte : neuf sur douze, alors que, sur l'ensemble des conseils, les deux noblesses sont à part égales.   

## Le Conseil de finances au travail

### À Paris
Comme les autres conseils de la polysynodie, le Conseil de finances siège à Paris. En effet, dès septembre 1715, le Régent organise le déménagement du roi et de la Cour d'abord à Vincennes puis, rapidement, à Paris, qui redevient donc la capitale politique de la France. Le roi enfant Louis XV et sa Cour sont installés au palais des Tuileries.
La réunion d'installation du Conseil de finances a lieu dès le 20 septembre 1715. Elle est essentiellement consacrée aux règles de fonctionnement. Comme la plupart des conseils de la polysynodie, le Conseil de finances se réunit au Louvre, plus précisément dans les anciens appartements d'Anne d'Autriche, deux fois par semaine, le mardi et le vendredi.
Les secrétaires du Conseil de finances, Louis Pouyvet de La Blinière (1675-1748) et Jean-Jacques Auguste Lefebvre de La Planche (1668-1738) sont des avocats. Lefebvre de La Planche tient les registres des procès-verbaux, tandis que La Blinière joue un rôle plus central, transmettant les dossiers entre le duc de Noailles et les conseillers et vérifiant les actes expédiés. Les bureaux du Conseil de finances emploient quelques dizaines de commis. Les connaissances sont trop peu fixées pour comparer avec l'organisation datant du règne de Louis XIV. Une partie de travail de bureau s'effectue dans l'hôtel aristocratique du duc de Noailles.

### Des pouvoirs assez limités et des affaires variées
Le Conseil de finances remplace à la fois le Conseil royal des finances et le contrôleur général des finances. Plus précisément, le Conseil de finances hérite des pouvoirs, assez imités, des contrôleurs généraux des finances. Le département du contrôle général des finances est placé sous l'autorité de Rouillé du Coudray. Le Conseil des finances ne peut pas maîtriser les dépenses des autres conseils. Ainsi, le Conseil de la guerre gère le paiement des troupes et les dépenses de la Marine sont engagées par le Conseil de marine. Les limites des attributions entre le Conseil des finances et celui du commerce sont poreuses. 
Ce nouveau conseil est un ministère collégial. La répartition des compétences entre les conseillers est dans la continuité du règne de Louis XIV. Le Peletier des Forts et Louis Fagon, intendants des finances sous Louis XIV, conservent leurs départements. Les autres sont répartis entre Gaumont, Gilbert de Voisins, d'Ormesson, Le Peletier de La Houssaye, Rouillé du Coudray, Dodun, Taschereau de Baudry. Quand Bouvard de Fourqueux fait son entrée dans ce conseil en juillet 1717, il ne reçoit pas tout de suite d'attribution particulière, mais seulement en décembre.
La direction du Conseil de finances est théoriquement bicéphale : Villeroy en est le chef, titre accordé à ceux qui sont à la fois membres du Conseil de Régence et à la tête d'un Conseil particulier, et Noailles le président. En fait, Villeroy intervient peu et les affaires sont présentées par Noailles. Ce dernier ne se contente pas de présider les débats, il expose régulièrement des rapports sur des dossiers, comme un simple conseiller.
Sans surprise, les affaires traités en Conseil de finances sont principalement fiscales. En effet, pour un tiers d'entre elles, elles concernent les impôts directs (demandes d'exemptions, collecte de la taille) et les fermes (exonérations, indemnités demandées par les fermiers).  Les eaux et forêts (coupe de bois, replantation...) représentent 10 % des affaires traitées. Les affaires extraordinaires (emprunts et création d'offices) correspondent à 8 % des dossiers. Les autres dossiers se répartissent entre différents sujets, comme les rentes, les monnaies, la comptabilité, les octrois, etc. Après passage en Conseil de finances, environ un cinquième des affaires sont tranchées en Conseil de Régence.

### Expédients, comités et réformes
Pour soulager le Conseil de finances au quotidien, le Régent créé des commissions extraordinaires, chargées de régler certaines affaires qui nécessitent un travail approfondi, concernant le domaine royal, les rentes et la remise en ordre administrative et financière. En cela, il imite les pratiques de la fin du règne de Louis XIV. Les membres du Conseil de finances y participent.  
Sur proposition du Conseil de finances, les billets d'État sont révisés avant d'en émettre d'autres : c'est l'opération du visa de décembre 1715-janvier 1716, qui consiste à vérifier les dettes de l'État, dans le but avoué de les réduire. Beaucoup de membres du Conseil de finances (Baudry, Gaumont, Rouillé du Coudray, Lefèvre d'Ormesson, Le Peletier de La Houssaye, Louis Fagon), du Conseil de la guerre (Barberie de Saint-Contest, Le Blanc) ou du Conseil du dedans (Roujault) en sont les organisateurs.  
En 1716, une Chambre de justice est mise en place, pour condamner les affairistes qui spolient l'État et ainsi réduire la dette, à l"instigation, notamment, du duc de Noailles et de Rouillé du Coudray. Son procureur est Michel Bouvard de Fourqueux. Finalement, les résultats sont maigres d'un point de vue financier, mais cette Chambre de justice permet de punir un grand nombre de malfaiteurs. 
En outre, le Conseil de finances a recours à des comités, comme le « bureau des rêveries », composé de Michel Amelot, Charles Trudaine, Yves Marie de La Bourdonnaye, Louis de Machault et Nicolas Roujault. Ce comité reçoit différentes propositions de réforme et dresse des projets, présentés ensuite au Conseil de Régence. Certaines de ces propositions inspirent en 1716 un projet de réforme de collecte de la taille, préalable à la mise en place de la taille proportionnelle. Ce projet de taille proportionnelle aux facultés du contribuable, dans les pays d'élection, commence à être appliqué avant la fin de la polysynodie. 
En 1717, un second comité est créé pour proposer des solutions de rétablissement de la situation financière. Il est composé de personnalités prestigieuses : le chancelier d'Aguesseau, le duc de La Force, le maréchal de Villeroy, le maréchal de Bezons, son frère l'archevêque de Bordeaux, le marquis d'Effiat, le duc de Saint-Simon et Le Peletier de Souzy. La création de ce comité permet de donner plus de légitimité aux mesures proposées et permet au duc de Noailles de rallier à sa politique d'autres membres de ce gouvernement polysynodique.
Après trois mois de réflexion, le duc de Noailles présente les conclusions de ce travail : suppression du dixième, réduction des dépenses et création de la compagnie d'Occident promise à John Law,.

## D'un lieu de conflits à une coquille vide
À partir de 1717, les conflits se multiplient au sein des conseils. Au Conseil de finances, le duc de la Force réclame des attributions que le duc de Noailles lui refuse avant qu'elles ne lui soient partiellement attribuées à la fin de l'année 1717. De plus, cette année 1717 voit la détérioration des relations entre le duc de Noailles et John Law, qui prend de plus en plus d'importance dans les décisions financières. Le duc de  Noailles, disgrâcié par le Régent, démissionne en janvier 1718 et le duc de la Force, favorable aux réformes prônées par John Law, devient alors président du Conseil de finances et du Conseil de commerce. Rouillé du Coudray, véritable second du duc de Noailles au Conseil de finances, le quitte quelques jours après. 
Mais à partir de cette date le fonctionnement du Conseil de finances se bloque. En effet, le déclin de son activité coïncide avec l'entrée d'Argenson, qui devient également garde des sceaux. D'Argenson, placé à la tête de la « direction et administration principale des finances », hérite des attributions de Rouillé du Coudray et de celle du duc de La Force et s'emploie à faire du Conseil de finances une coquille vide, en le mettant en sommeil et en proposant seul les décisions.
Le 24 septembre 1718, le Régent met fin à la polysynodie, qui se grippe et est l'objet de critiques de plus en plus fortes. Les  conseils de la guerre, de conscience, des affaires étrangères et des affaires du dedans, sont supprimés par une simple lettre du Régent à leurs présidents. Le Conseil de finances continue en théorie d'exister, mais il n'a plus de conseil que le nom, le département des finances étant contrôlé par d'Argenson et Law. Le Conseil de finances est formellement supprimé quand Law devient contrôleur général des finances, en janvier 1720.